# Mas Bosc (Avinyonet de Puigventós)
Mas Bosc és una masia del municipi d'Avinyonet de Puigventós inclosa en l'Inventari del Patrimoni Arquitectònic de Catalunya.

## Descripció
El mas Bosc està situat al veïnat de les Tres Cases, a l'antic camí de Figueres a Avinyonet, del qual forma part juntament amb el mas Serra i el desaparegut mas Comelles. És un casal de grans dimensions, que conserva una torre de defensa a l'angle sud-oest. És format per diversos cossos coberts amb teulades a dos vessants. La façana principal, orientada a migdia, queda tancada dins un pati limitat per altres construccions afegides a la torre. Té una porta d'accés d'arc de mig punt i una finestra superior amb relleus ornamentals florals i figuratius. A la part alta del mur hi ha, centrat sobre la porta d'accés, un matacà de construcció moderna. La resta de murs presenten diversos elements d'interès; cal remarcar una finestra amb frontó situada a la façana de ponent, que mostra un relleu amb un personatge barbut, i una finestra de la façana nord on es troben esculpits els caps d'un home i d'una dona. La torre de defensa és de planta rectangular i conserva els merlets, actualment coberts per una teulada a dues vessants; té diverses obertures, i les dues finestres del mur de migdia presenten una espitllera sota l'ampit. La porta d'accés de la part baixa té a la llinda una inscripció del 1867. A la part superior d'aquest mur es conserven les cartel·les d'un matacà.

## Història
El mas Bosc va ser bastit durant el segle xvi, època de la qual dataven també els altres dos masos que configuraven el veïnat de les Tres Cases. Posteriorment ha experimentat diverses alteracions. La torre de defensa fou modificada i en la seva base es construí una capella particular. Probablement és d'aquesta època la porta del mur de migdia, on apareix la inscripció de l'any 1687. Durant els primers anys d'aquest segle el conjunt va ser objecte d'una restauració que seguia els criteris historicistes del moment. A aquell període corresponen els arquets llombards de la façana principal i el matacà.